# Рыбальский вантовый мост (Киев)
Рыба́льский ва́нтовый мост (укр. Рибальський вантовий міст) — мост через гавань Днепра. Открыт 23 сентября 1963 года. Находился в северной части Подола. Обеспечивал автомобильную связь между Подолом и Рыбальским островом.

## Описание
Был одним из первых в мире вантовых мостов с железобетонной балкой жёсткости. Сооружён по проекту института «Укрпроектстальконструкция». Авторы проекта — инженеры А. Гольдштейн, В. Кириенко, Н. Соколова. Общая длина мостового перехода 474,3 м (левобережная эстакада — 82,3 м, русловая часть — 275,7 м, правобережная эстакада — 116,3 м). Русловая часть моста перекрыта трёхпролётным неразрезным вантовым строением (65,85 + 144 + 65,85 м), симметричной относительно двух железобетонных пилонов (высотой 42 м) с радиальным расположением вантов, изготовленных из стальных канатов диаметром 72 и 55 мм. Пролёты перекрывают две главные балки П-образного сечения с расстоянием между осями 9,6 м. Проезжая часть сложена из Т-образных железобетонных элементов высотой 1,5 м, которые опираются на внутренние стенки главных балок.
По своим архитектурным и конструктивным формам был ценным памятником 1960-х годов. С начала 1990-х годов, в связи с аварийным состоянием конструкций моста, по нему было приостановлено автомобильное сообщение, а через несколько лет под мост были подведены добавочные страховочные опоры.
Последние годы эксплуатации был исключительно пешеходным. С 2011 года в процессе демонтажа. Первым этапом его ликвидации стало введение в эксплуатацию Гаванского моста. Следующие шаги будут предприняты по мерe строительства нового Подольского моста. На месте современного Рыбальского моста должен появиться новый мост для заезда транспорта на Подольский мост, для чего планируется снесение также и конторы Речного порта.
- Рыбальский вантовый мост